# منتخب ترينيداد وتوباغو لهوكي الحقل للرجال
منتخب ترينيداد وتوباغو الوطني لهوكي الحقل للرجال (بالإنجليزية: Trinidad and Tobago men's national field hockey team)‏ هو ممثل ترينيداد وتوباغو الرسمي في المنافسات الدولية في هوكي الحقل.